# Kaliumformiat
Kaliumformiat ist das Kaliumsalz der Ameisensäure mit der Formel K(HCOO). Es ist eine farblose, zerfließliche Substanz in kristalliner, rhombischer Form. Die Dichte beträgt 1,91 g/cm3, der Schmelzpunkt liegt bei 167,5 °C. Kaliumformiat tritt als Zwischenprodukt im inzwischen technisch unbedeutenden Formiat-Pottasche-Verfahren zur Herstellung von Kaliumcarbonat auf. Der Namensbestandteil -formiat geht auf das lateinische Wort formica (Ameise) zurück.
Kaliumformiat wird als Flächenenteisungsmittel, beispielsweise auf Straßen und Flughäfen, eingesetzt und hat sich in einer Untersuchung des Finnish Environment Institute (SYKE) im Vergleich zu kochsalzhaltigen Auftaumitteln als verhältnismäßig umweltschonend erwiesen.

## Gewinnung und Darstellung
Kaliumformiat kann durch Salzbildungsreaktion aus Kaliumhydroxid und Ameisensäure hergestellt werden.
{\displaystyle \mathrm {KOH+HCOOH\longrightarrow K(HCOO)+H_{2}O} }
Ebenso ist die Synthese aus Kaliumcarbonat und Ameisensäure unter Entwicklung von Kohlendioxid möglich.
{\displaystyle \mathrm {K_{2}CO_{3}+2\ HCOOH\longrightarrow 2\ K(HCOO)+CO_{2}+H_{2}O} }